# Mandres-sur-Vair
Mandres-sur-Vair – miejscowość i gmina we Francji, w regionie Grand Est, w departamencie Wogezy.
Według danych na rok 1990 gminę zamieszkiwały 324 osoby, a gęstość zaludnienia wynosiła 27 osób/km² (wśród 2335 gmin Lotaryngii Mandres-sur-Vair plasuje się na 729. miejscu pod względem liczby ludności, natomiast pod względem powierzchni na miejscu 478.).